# Liga Departamental de Fútbol de Gualeguaychú
La Liga Departamental de Fútbol de Gualeguaychú es una liga regional de fútbol argentina que une clubes pertenecientes al Departamento Gualeguaychú, provincia de Entre Ríos. De esta forma, participan equipos de la ciudad de Gualeguaychú, Larroque, Urdinarrain, Pueblo General Belgrano y Villa Paranacito. Fue fundada el 29 de diciembre de 1915.
Muchos buenos jugadores pasaron por esta liga o jugaron en los equipos de la misma, como Diego Herner, Matías Marchesini, Victor Hugo Marchesini, Alberto Zozaya, Marcelo Broggi, Marcelo Bauzá, Joaquín Irigoytía, Ramón Medina Bello, Daniel "Luli" Rios, entre otros.
Actualmente jugadores como Renzo Tesuri, Axel Atum y Gastón Benedetti están militando en la Liga Profesional de Fútbol.
Su club más representativo en este momento es Deportivo Urdinarrain, tetracampeón de liga y máximo ganador de la Copa Entre Ríos en cuatro ocasiones, en años anteriores fue Juventud Unida que llegó a disputar el Nacional B por un breve período desde la temporada 2015 hasta la temporada 2017/18.

## Sistema de disputa
El campeonato de la divisional A, que llevará el nombre de “Marcelo ‘Beto’ Melgal”, contará a partir del 2024 con la participación de 12 equipos y el clásico formato de todos contra todos, a dos ruedas, para definir el campeón del Apertura. Además, el torneo Clausura se definirá de la manera clásica: dos grupos de 6 equipos cada uno, los dos mejores disputarán el cuadrangular que definirá al campeón del mencionado torneo.
Mientras que la división de ascenso, "Juan Carlos Aguilar" tendrá en competencia 8 equipos, quienes se enfrentarán todos contra todos, a tres rondas donde trascurridas las 27 fechas el ganador se quedará con el primer ascenso, mientras que del segundo al quinto jugarán por el otro ascenso.

## Equipos participantes
La temporada 2025 estará conformada de la siguiente manera:

### Primera "A"
- Club Deportivo Urdinarrain
- Central Larroque
- Sud América
- Club Atlético Juventud Urdinarrain
- Sarmiento
- Central Entrerriano
- Juventud Unida
- Pueblo Nuevo
- La Vencedora
- Independiente
- Unión del Suburbio
- Black River

### Ascenso "B"
- Isleños Independiente
- Defensores del Oeste
- Deportivo Gurises
- Sporting
- Sportivo Larroque
- Camioneros
- Cerro Porteño
- Juvenil del Norte
- Defensores del Sur

### Ascensos y descensos
Para la temporada 2025
Ascensos:
- Unión del Suburbio
- Black River

Descensos:
- Defensores del Oeste
- Juvenil del Norte

### Fútbol Femenino
Durante la temporada 2018, el fútbol femenino se incorpora a la Liga Departamental de Fútbol de Gualeguaychú. 
Equipos participantes de la temporada 2024:
- Juvenil del Norte
- Camioneros
- Deportivo Gurises
- Sarmiento
- Sporting
- Central Larroque
- Juventud Unida
- Unión del Suburbio
- Pueblo Nuevo
- Sud América
- Deportivo Urdinarrain
- Atlético Sur
- Isleños Independientes
- Independiente
- La Vencedora

### Fustal AFA
En el año 2021 se crea el departamento de Futsal AFA y Fútbol Playa dentro de la Liga Departamental.
Equipos Participantes Rama Masculina de la temporada 2025:
- Gimnasia
- Deportivo Gualeguaychu
- Defensores del Sur
- Sarmiento
- La Vencedora
- Luchador del Norte
- Camioneros
- Atlanta
- Juventud Unida
- Flamengo

Equipos Participantes Rama Femenina de la temporada 2024:
- La Vencedora
- Defensores del Sur
- Deportivo Gualeguaychu
- Gimnasia
- Xeneize

## Historial de Campeones

### Primera "A"
1916: Racing Club
1917: Juventud Unida
1918: Racing Club
1919: Juventud Unida
1920: Central Entrerriano
1921: Central Entrerriano
1922: Independiente
1923: Racing Club
1925: Independiente
1926: Central Entrerriano
1927: Juventud Unida
1928: Central Entrerriano
1929: Racing Club
1930: Central Entrerriano
1931: Central Entrerriano
1932: sin datos
1933: Black River
1934: Defensores del Oeste
1935: Juventud Unida
1936: Independiente
1937: Independiente
1938: Juventud Unida
1939: Independiente
1940: Independiente
1941: Juventud Unida
1942: Racing Club
1943: Independiente
1944: Black River
1945: Independiente
1946: Juventud Unida
1947: Black River
1948: Central Entrerriano
1949: Independiente
1950: Central Entrerriano
1951: Black River
1952: Pueblo Nuevo
1953: Pueblo Nuevo
1954: Pueblo Nuevo
1955: Pueblo Nuevo
1956: Pueblo Nuevo
1957: Pueblo Nuevo
1958: Pueblo Nuevo
1959: Black River
1960: Pueblo Nuevo
1961: Black River
1962: Black River
1963: Central Entrerriano
1964: Pueblo Nuevo
1965: Black River
1966: Independiente
1967: atlético Sur 
1968: Pueblo Nuevo
1969: Central Entrerriano
1970: Central Entrerriano
1971: Racing Club
1972: Racing Club
1973: Black River
1974: Racing Club
1975: Central Entrerriano
1976: Central Entrerriano
1977: Juventud Unida
1978: Central Entrerriano
1979: Juventud Unida
1980: Juventud Unida
1981: Central Entrerriano
1982: Racing Club
1983: Racing Club
1984: Juventud Unida
1985: Club Deportivo Urdinarrain
1986: Juventud Unida
1987: Sarmiento
1988: Club Deportivo Urdinarrain
1989 (Apertura): Juventud Unida
1989 (Clausura): Club Deportivo Urdinarrain
1990 (Apertura): Sarmiento
1990 (Clausura): Central Entrerriano
1991 (Apertura): Club Deportivo Urdinarrain
1991 (Clausura): Juventud Unida
1992 (Apertura): Club Deportivo Urdinarrain
1992 (Clausura): Club Deportivo Urdinarrain
1993 (Apertura): Club Deportivo Urdinarrain
1993 (Clausura): Pueblo Nuevo
1994 (Apertura): Club Deportivo Urdinarrain
1994 (Clausura): Sud América
1995: Club Deportivo Urdinarrain
1996: Central Entrerriano
1997: Central Entrerriano (Alianza Con Gualeguay)
1998: Central Entrerriano (Alianza Con Gualeguay)
1999: Central Larroque
2000 (Apertura): Central Larroque
2000 (Clausura): Juvenil Del Norte
2001 (Apertura): Central Larroque
2001 (Clausura): Sarmiento
2002: Central Entrerriano
2003: Central Entrerriano
2004 (Apertura): Pueblo Nuevo
2004 (Clausura): Club Deportivo Urdinarrain
2005 (Apertura): Unión del Suburbio
2005 (Clausura): Sud América
2006: Central Larroque
2007 (Apertura): Pueblo Nuevo
2007 (Clausura): Central Entrerriano
2008 (Apertura): Juvenil del Norte
2008 (Clausura): Juvenil del Norte
2009: Central Entrerriano
2010: Juventud Unida
2011 (Apertura): Juventud Unida
2011 (Clausura): Club Atlético Juventud Urdinarrain
2012 (Anual): Central Larroque
2013 (Apertura): Sarmiento
2013 (Clausura): Sud América
2014 (Apertura): Central Larroque
2014 (Clausura): Juventud Unida
2015 (Apertura): Club Atlético Juventud Urdinarrain
2015 (Clausura): Club Atlético Juventud Urdinarrain
2016 (Apertura): Central Entrerriano
2016 (Clausura): Central Entrerriano
2017 (Apertura): Club Deportivo Urdinarrain
2017 (Clausura): Club Atlético Juventud Urdinarrain
2018 (Apertura): Club Deportivo Urdinarrain
2018 (Clausura): Club Atlético Juventud Urdinarrain
2019 (Apertura): Defensores del Oeste
2019 (Clausura): Central Larroque
2020: No se realizó ningún campeonato a lo largo del año, por la Pandemia del Coronavirus
2021/22 (Apertura): Central Larroque
2022 (Clausura): Central Larroque
2023 (Apertura): Club Deportivo Urdinarrain
2023 (Clausura): Club Deportivo Urdinarrain
2024 (Apertura): Club Deportivo Urdinarrain
2024 (Clausura): Club Deportivo Urdinarrain

### Ascenso "B"
1947: Sarmiento
1948: Defensores del Sur
1949: Pueblo Nuevo
1972: Defensores del Oeste
1973: Tiro Federal
1974: Pueblo Nuevo
1975: Unión del Suburbio
1976: Independiente
1977: Mercedes
1978: Sporting
1979: Almirante Brown
1980: Salvador Macia
1981: Black River
1982: Central Larroque
1983: Unión del Suburbio
1984: Defensores del Oeste
1985: La Vencedora
1986: Juventud Urdinarrain
1987: Unión del Suburbio
1988: Salvador Macia
1989: Juvenil del Norte
1990: Unión del Suburbio
1991: Sud America
1992: Juventud Urdinarrain
1993: Tiro Federal
1994: La Vencedora
1995: Unión del Suburbio
1996: Defensores del Oeste
1997: Sud America
1998: Unión del Suburbio
2011: Sarmiento
2012: Pueblo Nuevo
2013: Isleños Independientes
2014: Central Entrerriano
2015: Independiente
2016: Sud America
2017: Isleños Independientes
2018: Unión del Suburbio
2019: Sud America
2022 (Apertura): Black River 
2022 (Clausura): La Vencedora 
2023: Juvenil del Norte 
2024 (Apertura): Black River
2024 (Clausura): Unión del Suburbio 
Durante los años 1999 y 2010 inclusive, la liga Departamental de Gualeguaychú tuvo una sola categoría. Al producirse varias deserciones de equipos del ascenso durante la década del 1990. Durante la década de los 2000 la liga departamental, vio un incremento en clubes hasta el año 2010 cuando compitieron 16 equipos en la mayor categoría del fútbol departamental. Ese mismo año se decidió reestructurar la liga y volver al torneo de ascenso.

### Fútbol Femenino
2018: Independiente
2019: Unión del Suburbio
2021/22: Unión del Suburbio
2023 (Apertura): Unión del Suburbio 
2023 (Clausura): Atlético Sur 
2024 (Apertura): Unión del Suburbio 
2024 (Clausura): Unión del Suburbio  

### Fútbol Senior
2022: Sud America
2023: Central Larroque
2024 (Apertura): Sarmiento
2024 (Clausura): Juvenil del Norte
2024 (Copa Desafío): Unión de Suburbio
2024 (Supercopa): Sarmiento 

### Futsal AFA Masculino
2021 (Promocional): Gimnasia Gualeguaychú
2021 (Transición): Deportivo Gualeguaychú
2021 (Consolidación): Gimnasia Gualeguaychú
2022 (Apertura): Deportivo Gualeguaychú
2022 (Clausura): Defensores del Sur
2023 (Apertura): Deportivo Gualeguaychú
2023 (Clausura): Deportivo Gualeguaychú
2024 (Apertura): Luchador del Norte
2024 (Clausura): Camioneros
2024 (Anual): Luchador del Norte

### Futsal AFA Femenino
2021: Gimnasia Gualeguaychú
2022 (Apertura): Atlético La Vencedora
2022 (Clausura): Gimnasia Gualeguaychú
2023: La Vencedora
2024 (Apertura): Deportivo Gualeguaychú
2024 (Clausura): Deportivo Gualeguaychú

## Ranking de campeones

### Primera "A"
(Actualizado al 9 de diciembre de 2024)
| Equipo                | Títulos |
| --------------------- | ------- |
| Central Entrerriano   | 25      |
| Pueblo Nuevo          | 17      |
| Deportivo Urdinarrain | 16      |
| Juventud Unida        | 13      |
| Black River           | 12      |
| Racing Club           | 10      |
| Independiente         | 10      |
| Central Larroque      | 9       |
| Juventud Urdinarrain  | 5       |
| Sarmiento             | 4       |
| Juvenil del Norte     | 3       |
| Sud América           | 3       |
| Defensores del Oeste  | 2       |
| Unión del Suburbio    | 1       |

### Ascenso "B"
(Actualizado a   7 de diciembre de 2024)
| Equipo                 | Títulos |
| ---------------------- | ------- |
| Unión del Suburbio     | 8       |
| Sud America            | 4       |
| Black River            | 4       |
| Pueblo Nuevo           | 3       |
| Defensores del Oeste   | 3       |
| Sarmiento              | 2       |
| Isleños Independientes | 2       |
| Tiro Federal           | 2       |
| Independiente          | 2       |
| La Vencedora           | 2       |
| Juventud Urdinarrain   | 2       |
| Salvador Macia         | 2       |
| Juvenil del Norte      | 2       |
| Central Entrerriano    | 1       |
| Central Larroque       | 1       |
| Sporting               | 1       |
| Defensores del Sur     | 1       |
| Almirante Brown        | 1       |
| Mercedes               | 1       |

### Fútbol Femenino
(Actualizado al 23 de diciembre de 2024)
| Equipo             | Títulos |
| ------------------ | ------- |
| Unión del Suburbio | 5       |
| Independiente      | 1       |
| Atletico Sur       | 1       |

### Fútbol Senior
(Actualizado al 15 de diciembre de 2024)
| Equipo            | Títulos |
| ----------------- | ------- |
| Sudamerica        | 1       |
| Central Larroque  | 1       |
| Sarmiento         | 1       |
| Juvenil del Norte | 1       |

### Futsal AFA Masculino
(Actualizado al 1 de septiembre de 2024)
| Equipo                 | Títulos |
| ---------------------- | ------- |
| Deportivo Gualeguaychú | 4       |
| Gimnasia Gualeguaychú  | 2       |
| Defensores del Sur     | 1       |
| Luchador del Norte     | 1       |

### Futsal AFA Femenino
(Actualizado al 1 de septiembre de 2024)
| Equipo                 | Títulos |
| ---------------------- | ------- |
| Gimnasia Gualeguaychú  | 2       |
| La Vencedora           | 2       |
| Deportivo Gualeguaychú | 1       |

## Separación en divisionales (2010)
Para la temporada 2011 se sumaron dos nuevos equipos que por primera vez jugarían en dicha liga, Sportivo Larroque (Larroque, Entre Ríos) e Isleños Independiente (Villa Paranacito, Entre Ríos). Los dos equipos conformarían la segunda categoría, puesto que hacía diez años aproximadamente que no se dividía la liga en dos divisiones (primera y de ascenso) en Gualeguaychú. Esto se logró jugando en la temporada 2010 un torneo largo, ida y vuelta, en el que los 8 primeros equipos estarían en la Primera “A”, y los 8 segundos en la “B”, con la incorporación de los dos equipos anteriormente mencionado.
El campeón de esa temporada fue Juventud Unida, quien llegaba segundo a la última fecha del torneo, separado por un punto de Pueblo Nuevo. Ambos se enfrentaronn y el Decano derrotó por 2 a 1 a los dueños de casa, Pueblo Nuevo.
A continuación se muestra la tabla de posiciones de la temporada 2010 que llevó a la división de la liga:
| Equipo | Equipo                | Pts | PJ | PG | PE | PP | GF | GC | DIF |
| ------ | --------------------- | --- | -- | -- | -- | -- | -- | -- | --- |
| 1      | Juventud Unida        | 64  | 30 | 18 | 10 | 2  | 73 | 26 | 47  |
| 2      | Pueblo Nuevo          | 62  | 30 | 18 | 8  | 4  | 62 | 25 | 37  |
| 3      | Central Larroque      | 56  | 30 | 15 | 11 | 4  | 58 | 33 | 25  |
| 4      | Sudamérica            | 52  | 30 | 14 | 10 | 6  | 51 | 25 | 26  |
| 5      | Central Entrerriano   | 52  | 30 | 15 | 7  | 8  | 45 | 25 | 20  |
| 6      | Deportivo Urdinarrain | 51  | 30 | 13 | 12 | 5  | 50 | 26 | 24  |
| 7      | Juventud Urdinarrain  | 49  | 30 | 14 | 7  | 9  | 61 | 45 | 16  |
| 8      | Defensores del Oeste  | 44  | 30 | 13 | 5  | 12 | 45 | 50 | -5  |
| 9      | Sarmiento             | 40  | 30 | 10 | 10 | 10 | 51 | 47 | 4   |
| 10     | Juvenil del Norte     | 30  | 30 | 8  | 6  | 16 | 55 | 53 | 2   |
| 11     | Black River           | 29  | 30 | 8  | 4  | 17 | 31 | 50 | -19 |
| 12     | La Vencedora          | 28  | 30 | 8  | 5  | 18 | 42 | 63 | -21 |
| 13     | Cerro Porteño         | 25  | 30 | 6  | 7  | 17 | 32 | 78 | -46 |
| 14     | Sporting              | 24  | 30 | 5  | 9  | 16 | 32 | 61 | -19 |
| 15     | Independiente         | 19  | 30 | 5  | 4  | 21 | 32 | 74 | -19 |

Nota: en rojo los clubes descendidos a la Divisional "B".

## Estadios
| Estadio                   | Ciudad           | Equipo que lo utiliza              | Propietario                        |
| ------------------------- | ---------------- | ---------------------------------- | ---------------------------------- |
| Estadio Municipal         | Gualeguaychú     | Clubes sin Estadio                 | Municipalidad de Gualeguaychu      |
| De los Eucaliptos         | Gualeguaychú     | Club Deportivo Juventud Unida      | Juventud Unida                     |
| Julio Colazo              | Gualeguaychú     | Club Central Entrerriano           | Club Central Entrerriano           |
| J.J. Stauber              | Urdinarrain      | Club Atlético Juventud Urdinarrain | Club Atlético Juventud Urdinarrain |
| Teodoro Treisse           | Urdinarrain      | Club Deportivo Urdinarrain         | Club Deportivo Urdinarrain         |
| Víctor Santángelo         | Larroque         | Sportivo Larroque                  | Sportivo Larroque                  |
| Raúl Impini               | Larroque         | Central Larroque                   | Central Larroque                   |
| Vicente “Tongo” Procura   | Pueblo Belgrano  | Cerro Porteño                      | Cerro Porteño                      |
| Hugo Reverdito            | Pueblo Belgrano  | Deportivo Gurises                  | Deportivo Gurises                  |
| Carlos Tripp              | Villa Paranacito | Isleños Independientes             | Isleños Independientes             |
| Mario Urriste             | Gualeguaychú     | Unión del Suburbio                 | Unión del Suburbio                 |
| Pancho Ramirez            | Gualeguaychú     | Defensores del Oeste               | Defensores del Oeste               |
| Nicolás Marín             | Gualeguaychú     | Sud America                        | Sud America                        |
| Edgardo Páez              | Gualeguaychú     | Sporting                           | Sporting                           |
| Sin Nombre                | Gualeguaychú     | Sarmiento                          | Sarmiento                          |
| Celso “Chicho” Bereciartu | Gualeguaychú     | La Ribera                          | La Ribera                          |
| La Ciudadela              | Gualeguaychú     | Pueblo Nuevo                       | Pueblo Nuevo                       |
| Sin Nombre                | Gualeguaychú     | Juvenil del Norte                  | Juvenil del Norte                  |

## Copa Ciudad de Gualeguaychú
En adhesión al centenario de la entidad madre del balón pie, la municipalidad de Gualeguaychú se sumó al acontecimiento poniendo en disputa la copa Ciudad de Gualeguaychú, la cual fue presentada oficialmente en una reunión del Concejo Directivo de la Liga Departamental en mayo de 2015.
El torneo, cuenta con la participación de todos los equipos afiliados. La primera edición se jugó en paralelo al torneo apertura 2015, mientras que las ediciones 2017, 2018 y 2019 se jugaron entre los meses de enero a marzo. La edición 2020 comenzó el 28 de enero y se disputó hasta la etapa de las semifinales a mediados de marzo, la etapa final se vio paralizada por la pandemia del COVID-19. En abril del 2021 los integrantes de la liga establecieron las finales de la edición 2020, para mes de mayo. Luego de otra reprogramacion se estableció la fecha para disputar las finales el 28 de agosto de 2021.
La edición 2021 de la copa se jugará inmediatamente al finalizar la temporada anterior, comenzando el martes 7 de septiembre de 2021.
La edición 2022 comenzó el 1 de marzo con la fase regular  y las finales de disputaron el 1 de mayo.
La edición 2023 comenzó el 14 de febrero, la final del copa masculina se jugó el 5 de abril. La copa de la edición 2025, se jugó junto con el desarrollo del torneo apertura.
Desde febrero de 2018, se realiza la Copa Gualeguaychú de fútbol femenino, la cual cuenta con los 16 equipos que conforman la liga femenina.
En la edición 2020 de la copa se suma la categoría veteranos la cual cuenta con 12 equipos.

### Copa Gualeguaychú 2023
Desarrollo de la fase final de la Copa Masculina 2023:
|  | Cuartos de final      | Cuartos de final      | Cuartos de final      |                       |                       | Semifinales           | Semifinales | Semifinales |  |                | Final          | Final        | Final |  |
|  |                       |                       |                       |                       |                       |                       |             |             |  |                |                |              |       |  |
|  |                       |                       |                       |                       |                       |                       |             |             |  |                |                |              |       |  |
|  | Juventud Unida        | Juventud Unida        | 1                     |                       |                       |                       |             |             |  |                |                |              |       |  |
|  | Juventud Unida        | Juventud Unida        | 1                     |                       |                       |                       |             |             |  |                |                |              |       |  |
|  | Sud America           | Sud America           | 0                     |                       |                       |                       |             |             |  |                |                |              |       |  |
|  | Sud America           | Sud America           | 0                     |                       | Juventud Unida        | Juventud Unida        | 3           |             |  |                |                |              |       |  |
|  |                       |                       |                       |                       | Juventud Unida        | Juventud Unida        | 3           |             |  |                |                |              |       |  |
|  |                       |                       | Sarmiento             | Sarmiento             | 0                     |                       |             |             |  |                |                |              |       |  |
|  | Sarmiento             | Sarmiento             | Sarmiento             | Sarmiento             | 0                     | 2                     |             |             |  |                |                |              |       |  |
|  | Sarmiento             | Sarmiento             |                       |                       |                       |                       |             |             |  |                |                |              |       |  |
|  | Sporting              | Sporting              | 0                     |                       |                       |                       |             |             |  |                |                |              |       |  |
|  | Sporting              | Sporting              | 0                     |                       |                       |                       |             |             |  | Juventud Unida | Juventud Unida | 1 2          |       |  |
|  |                       |                       |                       |                       |                       |                       |             |             |  | Juventud Unida | Juventud Unida | 1 2          |       |  |
|  |                       |                       | Deportivo Urdinarrain | Deportivo Urdinarrain | 1 3                   |                       |             |             |  |                |                |              |       |  |
|  | Deportivo Urdinarrain | Deportivo Urdinarrain | Deportivo Urdinarrain | Deportivo Urdinarrain | 1 3                   | 0 (5)                 |             |             |  |                |                |              |       |  |
|  | Deportivo Urdinarrain | Deportivo Urdinarrain |                       |                       |                       |                       |             |             |  |                |                |              |       |  |
|  | Central Entrerriano   | Central Entrerriano   | 0 (3)                 |                       |                       |                       |             |             |  |                |                |              |       |  |
|  | Central Entrerriano   | Central Entrerriano   | 0 (3)                 |                       | Deportivo Urdinarrain | Deportivo Urdinarrain | 1           |             |  | Tercer lugar   | Tercer lugar   | Tercer lugar |       |  |
|  |                       |                       |                       |                       | Deportivo Urdinarrain | Deportivo Urdinarrain | 1           |             |  | Tercer lugar   | Tercer lugar   | Tercer lugar |       |  |
|  |                       |                       | Juventud Urdinarrain  | Juventud Urdinarrain  | 0                     |                       |             |             |  |                |                |              |       |  |
|  | Juventud Urdinarrain  | Juventud Urdinarrain  | Juventud Urdinarrain  | Juventud Urdinarrain  | 0                     | 2                     |             |             |  |                |                |              |       |  |
|  | Juventud Urdinarrain  | Juventud Urdinarrain  |                       |                       |                       |                       |             |             |  |                |                |              |       |  |
|  | Central Larroque      | Central Larroque      | 0                     |                       |                       |                       |             |             |  |                |                |              |       |  |
|  | Central Larroque      | Central Larroque      | 0                     |                       |                       |                       |             |             |  |                |                |              |       |  |
|  |                       |                       |                       |                       |                       |                       |             |             |  |                |                |              |       |  |

Desarrollo de la fase final de la Copa Femenina 2022:
|  | Cuartos de final   | Cuartos de final   | Cuartos de final |              |                    | Semifinales        | Semifinales | Semifinales |  |                    | Final              | Final        | Final |  |
|  |                    |                    |                  |              |                    |                    |             |             |  |                    |                    |              |       |  |
|  |                    |                    |                  |              |                    |                    |             |             |  |                    |                    |              |       |  |
|  | Unión del Suburbio | Unión del Suburbio | 10               |              |                    |                    |             |             |  |                    |                    |              |       |  |
|  | Unión del Suburbio | Unión del Suburbio | 10               |              |                    |                    |             |             |  |                    |                    |              |       |  |
|  | Central Larroque   | Central Larroque   | 0                |              |                    |                    |             |             |  |                    |                    |              |       |  |
|  | Central Larroque   | Central Larroque   | 0                |              | Unión del Suburbio | Unión del Suburbio | 3           |             |  |                    |                    |              |       |  |
|  |                    |                    |                  |              | Unión del Suburbio | Unión del Suburbio | 3           |             |  |                    |                    |              |       |  |
|  |                    |                    | Atlético Sur     | Atlético Sur | 1                  |                    |             |             |  |                    |                    |              |       |  |
|  | Atletico Sur       | Atletico Sur       | Atlético Sur     | Atlético Sur | 1                  | 4                  |             |             |  |                    |                    |              |       |  |
|  | Atletico Sur       | Atletico Sur       |                  |              |                    |                    |             |             |  |                    |                    |              |       |  |
|  | Juventud Unida     | Juventud Unida     | 0                |              |                    |                    |             |             |  |                    |                    |              |       |  |
|  | Juventud Unida     | Juventud Unida     | 0                |              |                    |                    |             |             |  | Unión del Suburbio | Unión del Suburbio | 3            |       |  |
|  |                    |                    |                  |              |                    |                    |             |             |  | Unión del Suburbio | Unión del Suburbio | 3            |       |  |
|  |                    |                    | Sud America      | Sud America  | 0                  |                    |             |             |  |                    |                    |              |       |  |
|  | Independiente      | Independiente      | Sud America      | Sud America  | 0                  | 1 (4)              |             |             |  |                    |                    |              |       |  |
|  | Independiente      | Independiente      |                  |              |                    |                    |             |             |  |                    |                    |              |       |  |
|  | Juvenil del Norte  | Juvenil del Norte  | 1 (2)            |              |                    |                    |             |             |  |                    |                    |              |       |  |
|  | Juvenil del Norte  | Juvenil del Norte  | 1 (2)            |              | Independiente      | Independiente      | 0 (2)       |             |  | Tercer lugar       | Tercer lugar       | Tercer lugar |       |  |
|  |                    |                    |                  |              | Independiente      | Independiente      | 0 (2)       |             |  | Tercer lugar       | Tercer lugar       | Tercer lugar |       |  |
|  |                    |                    | Sudamérica       | Sudamérica   | 0 (4)              |                    |             |             |  |                    |                    |              |       |  |
|  | Sudamérica         | Sudamérica         | Sudamérica       | Sudamérica   | 0 (4)              | 4                  |             |             |  |                    |                    |              |       |  |
|  | Sudamérica         | Sudamérica         |                  |              |                    |                    |             |             |  |                    |                    |              |       |  |
|  | Deportivo Gurises  | Deportivo Gurises  | 2                |              |                    |                    |             |             |  |                    |                    |              |       |  |
|  | Deportivo Gurises  | Deportivo Gurises  | 2                |              |                    |                    |             |             |  |                    |                    |              |       |  |
|  |                    |                    |                  |              |                    |                    |             |             |  |                    |                    |              |       |  |

Desarrollo de la fase final de la Copa Veteranos 2022:
|  | Cuartos de final    | Cuartos de final    | Cuartos de final |              |               | Semifinales   | Semifinales | Semifinales |  |               | Final         | Final        | Final |  |
|  |                     |                     |                  |              |               |               |             |             |  |               |               |              |       |  |
|  |                     |                     |                  |              |               |               |             |             |  |               |               |              |       |  |
|  | Independiente       | Independiente       | 2                |              |               |               |             |             |  |               |               |              |       |  |
|  | Independiente       | Independiente       | 2                |              |               |               |             |             |  |               |               |              |       |  |
|  | Unión del Suburbio  | Unión del Suburbio  | 0                |              |               |               |             |             |  |               |               |              |       |  |
|  | Unión del Suburbio  | Unión del Suburbio  | 0                |              | Independiente | Independiente | 1           |             |  |               |               |              |       |  |
|  |                     |                     |                  |              | Independiente | Independiente | 1           |             |  |               |               |              |       |  |
|  |                     |                     | La Ribera        | La Ribera    | 0             |               |             |             |  |               |               |              |       |  |
|  | La Ribera           | La Ribera           | La Ribera        | La Ribera    | 0             | 2             |             |             |  |               |               |              |       |  |
|  | La Ribera           | La Ribera           |                  |              |               |               |             |             |  |               |               |              |       |  |
|  | La Vencedora        | La Vencedora        | 0                |              |               |               |             |             |  |               |               |              |       |  |
|  | La Vencedora        | La Vencedora        | 0                |              |               |               |             |             |  | Independiente | Independiente | 3            |       |  |
|  |                     |                     |                  |              |               |               |             |             |  | Independiente | Independiente | 3            |       |  |
|  |                     |                     | Sarmiento        | Sarmiento    | 1             |               |             |             |  |               |               |              |       |  |
|  | Atlético Sur        | Atlético Sur        | Sarmiento        | Sarmiento    | 1             | 0             |             |             |  |               |               |              |       |  |
|  | Atlético Sur        | Atlético Sur        |                  |              |               |               |             |             |  |               |               |              |       |  |
|  | Pueblo Nuevo        | Pueblo Nuevo        | 3                |              |               |               |             |             |  |               |               |              |       |  |
|  | Pueblo Nuevo        | Pueblo Nuevo        | 3                |              | Sarmiento     | Sarmiento     | 2           |             |  | Tercer lugar  | Tercer lugar  | Tercer lugar |       |  |
|  |                     |                     |                  |              | Sarmiento     | Sarmiento     | 2           |             |  | Tercer lugar  | Tercer lugar  | Tercer lugar |       |  |
|  |                     |                     | Pueblo Nuevo     | Pueblo Nuevo | 1             |               |             |             |  |               |               |              |       |  |
|  | Central Entrerriano | Central Entrerriano | Pueblo Nuevo     | Pueblo Nuevo | 1             | 2 (4)         |             |             |  |               |               |              |       |  |
|  | Central Entrerriano | Central Entrerriano |                  |              |               |               |             |             |  |               |               |              |       |  |
|  | Sarmiento           | Sarmiento           | 2 (5)            |              |               |               |             |             |  |               |               |              |       |  |
|  | Sarmiento           | Sarmiento           | 2 (5)            |              |               |               |             |             |  |               |               |              |       |  |
|  |                     |                     |                  |              |               |               |             |             |  |               |               |              |       |  |

### Finales la Copa Ciudad de Gualeguaychú
Copa Masculina
| Año  | Nombre del Torneo     | Campeón                   | Resultados finales | Subcampeón            |
| ---- | --------------------- | ------------------------- | ------------------ | --------------------- |
| 2015 |                       | Defensores del Oeste (1)  | 2- 1               | Central Larroque      |
| 2017 |                       | Independiente (1)         | 2 (5) - 2 (4)      | Derpotivo Urdinarrain |
| 2018 |                       | Deportivo Urdinarrain (1) | 2 - 1              | Juventud Unida        |
| 2019 |                       | Central Larroque (1)      | 1 - 0              | Deportivo Urdinarrain |
| 2020 |                       | Juventud Urdinarrain (1)  | 1(3) - 1(2)        | Central Larroque      |
| 2021 | "Guillermo Luli Rios" | Juventud Urdinarrain (2)  | 1 - 0              | Central Larroque      |
| 2022 | "Alberto Zozaya"      | Juventud Unida (1)        | 2(8) - 2(7)        | Deportivo Urdinarrain |
| 2023 | "Quico Broin"         | Deportivo Urdinarrain (2) | 1 (3) - 1 2        | Juventud Unida        |
| 2024 | "Mario Raffart"       | Juventud Unida(2)         | 1 (3) - 1 (1)      | Unión del Suburbio    |

Copa Femenina
| Año  | Nombre del Torneo    | Campeón                | Resultados finales | Subcampeón         |
| ---- | -------------------- | ---------------------- | ------------------ | ------------------ |
| 2018 |                      | Unión del Suburbio (1) | 8- 0               | Luchador del norte |
| 2019 |                      | Unión del Suburbio (2) | 1 (3) - 1 (1)      | Independiente      |
| 2020 |                      | Independiente (1)      | 1 - 0              | Unión del Suburbio |
| 2021 |                      | Independiente (2)      | 2 - 1              | Unión del suburbio |
| 2022 | "Tato Reinaldi"      | Unión del Suburbio (3) | 3 - 0              | Sud America        |
| 2023 | "Ricardo Martínez"   | Unión del Suburbio (4) | 1 - 0              | Sud America        |
| 2024 | “Carolina Benedetti” | Independiente (3)      | 5 - 0              | Atlético Sur       |
| 2025 | "Lucía Barrios"      | Independiente (4)      | 1 - 0              | Sud America        |

Copa Veteranos 
| Año  | Nombre del Torneo         | Campeón                | Resultados finales | Subcampeón           |
| ---- | ------------------------- | ---------------------- | ------------------ | -------------------- |
| 2020 |                           | Independiente (1)      | 2 - 0              | Sarmiento            |
| 2021 | "Javier "Conejo" Benítez" | Juventud Unida         | 2 - 0              | Sarmiento            |
| 2022 | "Alberto Zozaya"          | Independiente (2)      | 3 - 1              | Sarmiento            |
| 2023 | "Conejo Erpen"            | Unión del Suburbio (1) | 2 - 0              | Central Entrerriano  |
| 2024 | “Héctor Procura”          | Unión del Suburbio (2) | 6 - 2              | Defensores del Oeste |

### Campeones de la Copa Ciudad de Gualeguaychú
Copa Masculina
Edición 2015: Defensores del Oeste
Edición 2017: Independiente
Edición 2018: Deportivo Urdinarrain
Edición 2019: Central Larroque
Edición 2020: Juventud Urdinarrain
Edición 2021: Juventud Urdinarrain
Edición 2022: Juventud Unida
Edición 2023: Deportivo Urdinarrain
Edición 2024: Juventud Unida

Copa Femenina
Edición 2018: Unión del Suburbio
Edición 2019: Unión del Suburbio
Edición 2020: Independiente
Edición 2021: Independiente
Edición 2022: Unión del Suburbio
Edición 2023: Unión del Suburbio
Edición 2024: Independiente
Edición 2025: Independiente 

Copa Veteranos
Edición 2020: Independiente
Edición 2021: Juventud Unida
Edición 2022: Independiente
Edición 2023: Unión del Suburbio
Edición 2024: Unión del Suburbio

Copa Futsal Masculino
Edición 2023: Defensores del Sur
Edición 2024: Gimnasia 
Edición 2025: Sarmiento 

Copa Futsal Femenino
Edición 2023: La Vencedora
Edición 2024: Deportivo Gualeguaychú

### Ranking de Campeones de la copa
Masculino
| Equipo                | Títulos |
| --------------------- | ------- |
| Juventud Urdinarrain  | 2       |
| Juventud Unida        | 2       |
| Deportivo Urdinarrain | 2       |
| Defensores del Oeste  | 1       |
| Central Larroque      | 1       |
| Independiente         | 1       |

Femenino
| Equipo             | Títulos |
| ------------------ | ------- |
| Unión del Suburbio | 4       |
| Independiente      | 3       |

Veteranos
| Equipo             | Títulos |
| ------------------ | ------- |
| Independiente      | 2       |
| Juventud Unida     | 1       |
| Unión del Suburbio | 1       |

## Presidentes
1915 - Pbro. José Cadenas
1916 - Alejandro González
1916 - Tte. Cnel. Juan José Borrajo
1921 - Dr. Enrique La Rosa
1922 - Dr. Juan Lavayen
1924 - Francisco Casamouret
1925 - Juan Brau
1925 - Juan Mosto
1926 - Abelardo Herrero
1927 - Antonio Carrazza
1927 - Manuel Portela
1927 - Francisco Rodríguez
1928 - Raul Tomás Frei
1928 - Américo Benitez
1931 - Juan Brau
1932 - Fernando Etchegoyen
1932 - Dr. José María Bertora
1932 - Américo Benitez
1935 - Dr. Lucio Martínez Garbino
1936 - Dr. Luis A. L. Daneri
1937 - Francisco J. Rodríguez 
1954 - Francisco Calzada
1955 - Prof. Edgardo Galissier
1956 - Felipe Álvarez y Álvarez
1957 - Francisco Calzada
1958 - Abraham Fridman
1959 - Francisco Calzada
1961 - Felipe Álvarez y Álvarez
1963 - Arturo Viviani
1965 - Dr. Mario Medrano
1967 - Arturo Viviani
1968 - Ricardo Taffarel
1969 - Manuel Rubio
1971 - Ricardo Taffarel
1973 - Arturo Viviani
1974 - Hugo Dodero
1975 - Isacc Vaena
1976 - Conrado Espino
1977 - Héctor Pirovani
1978 - Eduardo Acosta
1981 - Abelardo Barcia
1982 - Eduardo Acosta
1983 - Mario Apesteguía
1984 - Luis Quiróz
1985 - Eduardo Acosta
1989 - Jorge Gebhardt
1991 - Eduardo Acosta
1993 - Jorge Gebhardt
1995 - Abel Martinez Garbino
2018 - Emiliano Zapata
2024 - Daniel Aguilar